# Jean-Georges Vongerichten

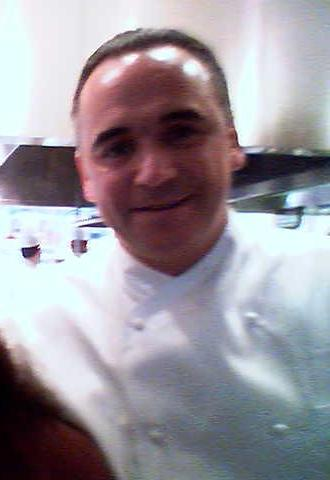

Jean-Georges Vongerichten (Alsace, 1957) is een Franse driesterrenkok. Hij heeft zestig restaurants in onder andere de Verenigde Staten, Engeland, Frankrijk, Japan, China en Marokko.

## Opleiding
Vongerichten groeide op in de omgeving van Straatsburg. Zijn opleiding volgde Vongerichten onder meer bij Paul Haeberlin, Louis Outhier en Paul Bocuse. Op zijn 23ste ging hij werken bij het Oriental Hotel in Bangkok en bleef daar vijf jaar. In 1985 ging hij naar de Verenigde Staten en opende een Lafayette restaurant in Boston. Het jaar daarna werd hij chef-kok bij Lafayette in het Drake Hotel in New York.

## Eigen restaurants
In 1991 opende Vongerichten zijn eerste restaurant in New York, 'Jo Jo', en had binnen een jaar drie NYT-sterren. Zijn volgende restaurant heet 'VONG' (de eerste 4 letters van zijn naam) en daar wordt Frans/Thais gekookt. Deze fusie tussen Europese en Aziatische keuken maakte furore en werd 'fusion cooking' genoemd. Naast VONG kwam er in 1995 het 'Lipstick Café', dat voor ontbijt en lunch geopend is. In 1995 opende Vongerichten een tweede 'VONG', ditmaal in Knightsbridge, Londen, waar hij na een jaar drie sterren kreeg van de London Evening Standard en beste nieuwkomer van het jaar werd. In 1997, toen hij 39 jaar was, volgde de opening van de derde 'VONG', in Hong Kong. Hij raakte gefascineerd door de Chinese keuken en zou later '66' openen, een Chinees restaurant in NYC. Ook opende hij zijn eerste restaurant 'Jean-Georges' in de Trump Tower in New York, dat binnen een half jaar 4 sterren kreeg van The New York Times; in de eerste Michelingids van New York (voor 2006) kreeg het drie Michelinsterren. In 1998 opende hij 'Mercer Kitchen' in NYC. Hetzelfde jaar opende hij 'Prime' in Las Vegas, waar de gast kan kiezen uit tien soorten biefstuk. In 1999 kwam er de vierde 'VONG' bij in Chicago. In 2003 opende hij 'Spice Market' in NYC. In 2005 opende hij 'Market' in Parijs.
In 2017 verloor zijn restaurant Jean-Georges één van de drie Michelinsterren.
In mei 2024 heeft hij zestig restaurants in veertien landen.

## Kookboeken
- Simple Cuisine: The Easy, New Approach to Four-Star Cooking (1991), ISBN 0-13-195059-2
- Jean-Georges: Cooking At Home with a Four-Star Chef (1998), ISBN 0-7679-0155-XISBN 0-13-195059-2
- Simple to Spectacular (samen met Mark Bittman) (2000), ISBN 0-7679-0360-9
- Asian Flavorings of Jean-Georges (2007)
- JGV: A Life in 12 Recipes (2019)